# Sar Ḩadd
Sar Ḩadd (persiska: Sarḩad, سرحد, Sarḩad-e Bālā) är en ort i Iran.   Den ligger i provinsen Khorasan, i den östra delen av landet, 800 km öster om huvudstaden Teheran. Sar Ḩadd ligger 2 123 meter över havet och antalet invånare är 173.
Terrängen runt Sar Ḩadd är kuperad åt nordväst, men åt sydost är den platt. Runt Sar Ḩadd är det glesbefolkat, med 12 invånare per kvadratkilometer. Närmaste större samhälle är Naqenj, 6,5 km söder om Sar Ḩadd. Omgivningarna runt Sar Ḩadd är i huvudsak ett öppet busklandskap.